# Marian Kolasa
Marian Kolasa (* 12. August 1959 in Danzig) ist ein ehemaliger polnischer Leichtathlet, der sich auf den Stabhochsprung spezialisiert hat.

## Sportliche Laufbahn
Erste internationale Erfahrungen sammelte Marian Kolasa vermutlich im Jahr 1981, als er bei der Sommer-Universiade in Bukarest mit übersprungenen 5,30 m den zehnten Platz belegte. 1983 gelangte er bei den Halleneuropameisterschaften in Budapest mit 5,20 m auf den 16. Platz und im Jahr darauf belegte er bei den Halleneuropameisterschaften in Göteborg mit 5,50 m den sechsten Platz. 1985 belegte er bei den Hallenweltspiele in Paris mit 5,50 m den vierten Platz und gelangte kurz darauf bei den Halleneuropameisterschaften in Piräus mit 5,40 m auf den zehnten Platz. Im Jahr darauf gewann er bei den Halleneuropameisterschaften in Madrid mit 5,70 m die Silbermedaille hinter dem Bulgaren Atanas Tarew und 1987 gewann er bei den Leichtathletik-Halleneuropameisterschaften in Liévin mit 5,80 m die Bronzemedaille hinter den Franzosen Thierry Vigneron und Ferenc Salbert. Kurz darauf belegte er bei den Weltmeisterschaften in Indianapolis mit 5,75 m den fünften Platz und im Sommer gelangte er dann bei den Freiluft-Weltmeisterschaften in Rom mit 5,80 m im Finale auf den vierten Platz. 1988 nahm er an den Olympischen Sommerspielen in Seoul teil und brachte dort im Finale keinen gültigen Versuch zustande und blieb ohne eine Höhe. Daraufhin trat er nicht mehr international in Erscheinung. 
In den Jahren 1985 und 1987 wurde Kolasa polnischer Meister im Stabhochsprung im Freien sowie 1986, 1987 und 1990 in der Halle.